# With or Without You
«With or Without You» (с англ. — «С тобой или без тебя») — первый сингл ирландской рок-группы U2 из пятого студийного альбома The Joshua Tree, выпущенный в 1987 году. Песня стала самым успешным синглом того времени, она находилась на вершине Billboard Hot 100 в течение трех недель и RPM одну неделю.
Критики высоко оценили сингл после его выхода. Часто исполняемая на концертах, песня оказалась в сборниках и на концертных DVD. «With or Without You» — одна из песен U2, на которую чаще всего делались кавер-версии. В списке 500 величайших песен всех времён по версии журнала Rolling Stone песня оказалась на 132 месте.

## Написание и запись
В конце 1985 года U2 собрались в доме, принадлежащему барабанщику Ларри Маллену, для рассмотрения материала, написанного группой во время The Unforgettable Fire Tour. К тому времени уже был готов черновой вариант «With or Without You» с созданной вокалистом Боно последовательностью аккордов этой песни. Группа продолжила работу над песней на STS Studios, создавая много вариаций трека, но не прогрессируя. Гитарист Эдж сказал, что в таком виде песня выглядела «ужасно». Трек состоял из битов драм-машины Yamaha и партии баса, написанной Адамом Клейтоном для бас-гитары Ibanez. По словам Клейтона, эти ранние версии песни казались слишком сентиментальными и «очень традиционными, потому аккорды просто пошли по кругу, повторялись снова и снова».
Серьёзная работа над The Joshua Tree началась в 1986 году, в августе U2 записывались в георгианском особняке Danesmoate House в Дублине. Группа попыталась сделать песню в другом направлении и «испоганить» её, хотя Боно отказывался. Под руководством сопродюсеров Брайана Ино и Даниэля Лануа Эдж преследовал более атмосферный звук на гитаре, Клейтон прибавлял громкости на бас-гитаре и Маллен экспериментировал с электронной барабанной установкой. Несмотря на то, что U2 продолжали заниматься треком, они рассматривали как вариант отказ от песни, так как они не могли прийти к согласию.
Боно и его друг Гэвин Фрайдей продолжили работу над песней после того, как Лануа и Ино отказались работать с ней. Ино добавил клавишное арпеджио, подобное тому, что можно услышать в песне «Bad». Судьба песни была ещё под сомнением, когда Эдж получил опытный образец «Бесконечной гитары» от канадского музыканта Майкла Брука, с которым Эдж сотрудничал при создании саундтрека к фильму «Captive». Новый инструмент помог зазвучать некоторым моментам, создавая «эффект, подобный E-Bow», но с возможностью обеспечить «промежуточные моменты между бесконечными сустейнами и их отсутствием», чего E-Bow не может обеспечить. Образец включал в себя тщательно продуманные инструкции по сборке и, как The Edge вспоминает, «один неправильно включенный провод, и вы могли бы получить неприятный удар током. Эта часть устройства не соответствовала даже самым элементарным правилам безопасности». В последующих турах гитарный техник Эджа иногда получал удары током от гитары при подготовке к концертам.
Прослушивая минусовки «With or Without You», Боно и Фрайдей слышали эффект сустейна, который Эдж создавал с «Бесконечной гитарой» в другой комнате. Сочетание гитары и минусовки вместе произвели впечатление на слушателей. По словам Лануа: «я сказал: „Это звучало очень здорово“, поэтому мы прослушали фон, и я сказал: „Боже, это лучше, чем я думал“». Эдж сразу записал части с «Бесконечной гитарой» со второго дубля. Группа рассматривала запись песни как один из прорывов в работе над альбомом, так как она была записана на фоне опасения творческого кризиса.
Боно писал тексты, изо всех сил пытаясь совмещать обязанности женатого человека и музыканта. Его страсть к путешествиям относительно его музыкальной жизни, часто противоречила его семейной жизни. Во время написания песни он понял, что ни один аспект его жизни не мог бы охарактеризовать его, а, скорее, напряжённость между этими двумя жизнями стала главной характеристикой этого периода. Он объясняет, что лиричный финал о «мучении» и, как подавление желаний, только делает их сильнее.

## Композиция
«With or Without You» написана в ре мажоре, в размере 4/4 и играется в темпе 110 ударов в минуту. Несмотря на то, что некоторые строфы песни повторяются, песня не следует традиционной куплетной форме (куплет-припев). Лануа говорит об этом: «… это словно одна из тех великих песен Роя Орбисона, где каждый раздел является уникальным и никогда не повторяется. Мне нравится такая изощрённость…».
Песня начинается с «слегка колеблющихся» триолей арпеджио в ре мажоре, исполняемых Брайаном Ино на синтезаторе, и минимальных барабанных ритмов Маллена восьмыми нотами. Вступает гитара, её партия отличается высокой продолжительностью сустейнов (исполняет Эдж на Бесконечной Гитаре), «сухо» звучит в левом канале, прежде чем отразиться справа. В 0:09 вступает Адам Клейтон, он начинает играть восьмыми нотами попеременно с бочкой, последовательно исполняя 4-тактовую последовательность аккордов D-A-Bm-G. Эти аккорды никогда не игрались явно, но «подразумевались» как играемые полностью Клейтоном и частично Эджем.
Вокал Боно начинается в 0:28 и находится в более низком голосовом регистре, чем обычно. Он остаётся ниже среднего C в течение первых двух с половиной строф, сосредотачивая мелодию на медианту F♯. В конце каждой из первых двух строф вокал понижается на октаву, от A до A. В 0:58 снова вступает гитара с устойчивым звуком. в 1:45 увеличивается интенсивность барабанного ритма, прежде чем Эдж на 1:53 начинает исполнять гитарные риффы, чистые квинты. Бэк-вокал длится с 2:06 до 2:32.
Песня якобы описывает сложные отношения между двумя влюбленными, хотя текст песни был интерпретирован в религиозном контексте. The Washington Post интерпретировала песню и как едкую песню о любви, и как мелодию, оплакивающую моральные противоречия, с которыми приходится сталкиваться верующим. Тоби Кресвелл повторил эти настроения, заявив, что это «может быть прочитано как песня о семейной романтике или духовной необходимости». Боно объяснил, что у песни были романтические намерения, говоря: «нет ничего более решительного, чем два любящих друг друга человека. Во-первых, потому что это настолько редко в наши дни, и во-вторых, потому что это так трудно сделать». В 1987 году Боно пояснил, что строчка «And you give yourself» обращается к тому, как он иногда ощущает себя в U2, и что его открытость музыкальному и журналистскому обществу может нанести ущерб группе.
По словам Боно, песня была навеяна альбомом Скотта Уолкера Climate of Hunter.

## Релиз и продвижение в чартах
Музыкальный менеджер группы Пол Макгиннесс относился скептически к идее выпустить «With or Without You» в качестве сингла, так как считал её звучание слишком специфическим для радиоформата. Гэвин Фрайдей помог группе завершить работу над треком, поддерживал их считал, что будет «определенно № 1». Песня была выбрала в качестве ведущего сингла из альбома The Joshua Tree. Радиостанции Соединенных Штатов начали проигрывать песню в 11:30 4 марта 1987 года, со строгим предупреждением Island Records не ставить трек до этого времени. Сингл был выпущен 21 марта 1987, черед две с половиной недели после выхода альбома. Это был первый сингл группы, широко распространённый на компакт-дисках. Клейтон охарактеризовал песню, как вызов радио, сказав: «Вы не ожидаете этого там [на радио]. В церкви, может быть».
«With or Without You» дебютировал под номером 64 в чарте US Billboard Hot 100, а 16 мая 1987 года он возглавил чарт, став первым синглом U2 сингл в США, доказав, что прогноз Фрайдея оказался верен. Песня провела три недели на вершине чарта и 18 недель в общей сложности в Hot 100. Песня также возглавила Billboard’s Album Rock Tracks, канадский RPM Top 100 и Irish Singles Chart. По данным Billboard, песня была прорывом группы среди американской аудитории. Сингл занял четвёртое место в UK Singles Chart, продержавшись 11 недель в топ 75 чарта. Также сингл оказался в голландском MegaCharts Top 40 под номером 2. В 2009 году песня вновь попала в UK Singles Chart под номером 43 на неделю, закончившуюся 31 мая, на основе количества платных скачиваний, за счёт выступления Шона Смита с этой песней в полуфинале Britain’s Got Talent.
Два видео было снято в Дублине в феврале 1987 года и сорежиссёрами Мейертом Эйвисом и Мэттом Махурином. Первое включает в себя абстрактный танец Морли Стайнберг, вставленный между выступлением группы. Вторую версию можно увидеть в Super Deluxe версии альбома.

## Концертные выступления

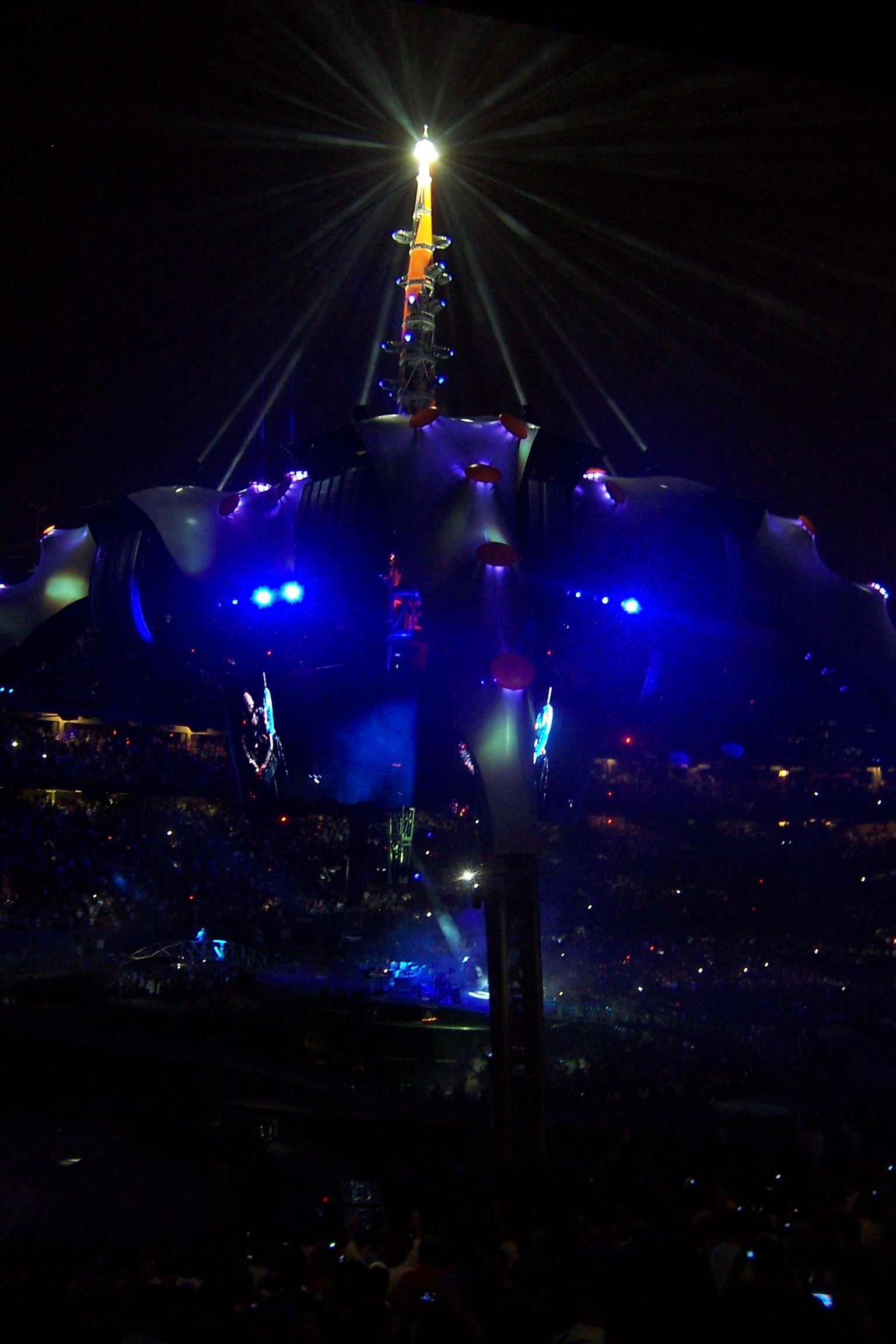
Световые эффекты представления «With or Without You» во время U2 360° Tour.

«With or Without You» впервые была исполнена вживую на втором концерте The Joshua Tree Tour 4 апреля 1987 года в Темпе и далее исполнялась на всех концертах этого тура и на большинстве концертов Lovetown Tour. Во время этих туров U2 стали добавлять к тексту песни дополнительные стихи, которые выглядят следующим образом: «We’ll shine like stars in the summer night/We’ll shine like stars in the winter light/One heart, one hope, one love».
«With or Without You» игралась на большинстве концертов Zoo TV Tour и на всех концертах PopMart Tour. Она была исключена из сет-листа во время третьего этапа Elevation Tour. В течение первого этапа Vertigo Tour песня была исполнена только 4 раза. Композиция постоянно попадала в плей-листы концертов в Европе и осталась до третьего этапа тура. Она игралась на каждом концерте U2 360° Tour.
Живое исполнение этой песни присутствует на концертных DVD группы: Live from Paris, Zoo TV: Live from Sydney, PopMart: Live from Mexico City, Elevation 2001: Live from Boston, U2 Go Home: Live from Slane Castle, Vertigo 05: Live from Milan, U2 3D, U2 360° at the Rose Bowl.

## Отзывы критиков
«With or Without You» была хорошо принята критиками после выхода The Joshua Tree. Rolling Stone назвал её «изобретательно сделанной мелодией… которая строится на спокойном начале и громкой кульминации». Билл Грэм из Hot Press похвалил песню, сказав, что это может быть «наиболее контролируемый вокал Боно, строящийся на почти разговорной первой части с голой ритм-секцией, с обнажающими душу признаниями». Грэм предположил, что строчка «And you give yourself away» имеет важное значение для повествования U2. Sunday Independent предположил, что песня была доказательством того, что группа могла быть коммерчески доступной без обращения к помощи рок-клише. NME назвал его «стоящей песней о любви» и отметил музыкальную и текстовую симметрии между песней и альбомом группы October. Майк ДеГэндж из Allmusic похвалил песню за «блестящую» работу Ино и Лануа, Боно за вокал и «поэтическую ловкость», а Эджа за «проницательную, но напористую» игру на гитаре. ДеГендж описал пение Боно как «высвобождающее всю его вокальную власть, перемещающееся от мягкого, тонкого и среднего введения к взрыву непоколебимой энергии в конце». В конце года читатели Rolling Stone выбрали «With or Without You» как «Лучший сингл» в конце 1987 года, в то же время песня заняла в 15-е место в списке «лучших синглов», составленным в результате проведения опроса Pazz & Jop журналом The Village Voice в 1987 году.

## Наследие
«With or Without You» стала одной из самых известных песен U2, она часто появляется в рейтингах «лучших песен всех времён». В 2000 году песня появилась под номером 8 в списке «100 величайших поп-песен» по версии Rolling Stone, составленном Rolling Stone и MTV и призванном оценить песни, выпущенные после прорыва The Beatles. В 2005 году Blender дал песне 268-е место в списке «The 500 Greatest Songs Since You Were Born». В следующем году читатели журнала Q отдали песне «With or Without You» 17-е место среди всех величайших песен в истории. Музыкальный телеканал VH1 дал песне 13-е место в списке «100 величайших песен 80-х». В 2010 году «With or Without You» появилась под номером 132 в списке Rolling Stone «500 величайших песен всех времён». Также в 2006 году песня появилась в справочнике Тоби Кресвелла «1001 Songs: The Great Songs of All Time and the Artists, Stories and Secrets Behind Them» как одна из семи песен U2. Кресвелл сказал, что песня поразила его идеальным балансом между «энергией и наплевательским отношением» из подросткового возраста группы и их вновь обретённой признательностью за «преуменьшение власти». U2 включили песню в два сборника, The Best of 1980–1990 и U218 Singles.

## Кавер-версии
| Год  | Исполнитель                                             | Альбом                                         |
| ---- | ------------------------------------------------------- | ---------------------------------------------- |
| 1991 | Jawbreaker                                              | Jawbreaker / Jawbox Split "7                   |
| 1996 | Zhi-Vago                                                | With or Without You (выпущен только на сингле) |
| 1997 | Mary Kiani                                              | Long Hard Funky Dreams                         |
| 1998 | Ikon                                                    | This Quiet Earth (Limited Edition version)     |
| 1999 | Absolute Rock                                           | A Tribute to the Greatest Hits of U2           |
| 1999 | Heaven 17                                               | We Will Follow: A Tribute to U2                |
| 2000 | Kane                                                    | With or Without You                            |
| 2000 | The Section                                             | Strung out on U2                               |
| 2001 | Dikers                                                  | Se Escribe Sin C                               |
| 2001 | Hikaru Utada                                            | Utada Hikaru Unplugged                         |
| 2003 | Gregorian                                               | Masters of Chant Chapter IV                    |
| 2004 | GRITS & Jadyn Maria                                     | In the Name of Love: Artists United for Africa |
| 2004 | Scala & Kolacny Brothers                                | Dream On                                       |
| 2005 | The Walls                                               | Even Better Than the Real Thing Vol. 3         |
| 2006 | Keane                                                   | Hopes and Fears (Special Edition)              |
| 2006 | Media Lab                                               | Bleeding Memory                                |
| 2007 | Marcus Satellite                                        | The Marcus Satellite Tribute to U2             |
| 2007 | Rockabye Baby!                                          | Lullaby Renditions of U2                       |
| 2007 | Sitti Navarro                                           | My Bossa Nova                                  |
| 2007 | Glay                                                    | Verb                                           |
| 2007 | Breathe Carolina                                        | «Single Only»                                  |
| 2008 | Jacques Stotzem                                         | Catch the Spirit                               |
| 2008 | Les Nubians                                             | In The Name Of Love: Africa Celebrates U2      |
| 2008 | No Justice                                              | Live at Billy Bob's                            |
| 2008 | Wayne Hussey                                            | Bare                                           |
| 2009 | Espen Lind, Kurt Nilsen, Alejandro Fuentes & Askil Holm | Hallelujah vol. 2                              |
| 2009 | Blake                                                   | Together                                       |
| 2009 | Rachel Adedeji                                          | The X Factor: Final 12                         |
| 2010 | We Are the Fallen                                       | Billboard.com: Mashup Mondays                  |
| 2011 | Sarah Darling                                           | Angels & Devils                                |
| 2011 | 2Cellos                                                 | 2Cellos                                        |
| 2016 | Our Last Night                                          | Decades Of Covers                              |

## Использование в кино и на телевидении
| Год  | Фильм                   | Примечания                                 |
| ---- | ----------------------- | ------------------------------------------ |
| 1987 | «Casualty»              | Эпизод «Cry for Help»                      |
| 1989 | «Родственники»          |                                            |
| 1994 | «Сметённые огнём»       |                                            |
| 1995 | «Друзья»                | «Эпизод со списком»                        |
| 1997 | «Друзья»                | «Эпизод, где Росс и Рейчел делают перерыв» |
| 1999 | «С тобой или без тебя»  |                                            |
| 2000 | «Looking for Alibrandi» |                                            |
| 2001 | «Closer»                | Документальный, короткометражный           |
| 2006 | «Офис»                  | Эпизод «День Святого Валентина»            |
| 2006 | «Не говори никому»      |                                            |
| 2009 | «Banda sonora»          | Эпизод #5.11                               |
| 2010 | «X Factor»              | Эпизод #3.14                               |
| 2010 | «Formula 1: BBC Sport»  |                                            |
| 2018 | «Американцы»            | Эпизод: «СТАРТ»                            |

## Награды и номинации

### Номинации
MTV Video Music Awards 1987
- Best Video of the Year
- Best Group Video
- Best Overall Performance
- Best Editing
- Best Cinematography
- Best Direction

### Награды
MTV Video Music Awards 1987
- Viewer’s Choice Award

Rolling Stone Magazine Music Awards 1987
- Best Single
- 2nd Best Video

## Список композиций
| №  | Название                           | Автор(ы)       | Продюсеры                     | Длительность |
| -- | ---------------------------------- | -------------- | ----------------------------- | ------------ |
| 1. | «With or Without You»              | U2             | Даниэль Лануа, Брайан Ино     | 4:53         |
| 2. | «Luminous Times (Hold on to Love)» | U2, Брайан Ино | Даниэль Лануа, Брайан Ино, U2 | 4:33         |
| 3. | «Walk to the Water»                | U2             | Даниэль Лануа, Брайан Ино, U2 | 4:49         |

## Чарты

### Недельные чарты
| Чарт (1987—1988)                   | Лучшая позиция |
| ---------------------------------- | -------------- |
| Австрия (Ö3 Austria Top 40)        | 15             |
| Бельгия/Фландрия (Ultratop 50)     | 3              |
| Canadian RPM 100 Singles           | 1              |
| Дания (Tracklisten)                | 37             |
| Finland (Suomen virallinen lista)  | 5              |
| Франция (SNEP)                     | 10             |
| Германия (GfK)                     | 7              |
| Ireland (IRMA)                     | 1              |
| Нидерланды (Dutch Top 40)          | 2              |
| Новая Зеландия (Recorded Music NZ) | 5              |
| South Africa (RiSA)                | 11             |
| Spain (AFYVE)                      | 5              |
| Швеция (Sverigetopplistan)         | 13             |
| Швейцария (Schweizer Hitparade)    | 10             |
| Великобритания (OCC UK Singles)    | 4              |
| США (Billboard Hot 100)            | 1              |
| US Album Rock Tracks               | 1              |
| США (Billboard Adult Contemporary) | 23             |

### Чарты за всё время
| Чарт (1958—2018)     | Позиция |
| -------------------- | ------- |
| US Billboard Hot 100 | 365     |

## Сертификации
| Регион | Сертификация  | Продажи   |
| --- | ------------- | --------- |
| Brazil (ABPD) | Золотой       | 50 000^   |
| Канада (Music Canada) | Золотой       | 50 000^   |
| Дания (IFPI Danmark) | Золотой       | 15 000^   |
| Франция (SNEP) | Платиновый    | 200 000   |
| Германия (BVMI) | Золотой       | 250 000   |
| Италия (FIMI) | 2× Платиновый | 140 000   |
| Великобритания (BPI) | 3× Платиновый | 1 800 000 |
| * Данные о продажах приведены только на основе сертификации. · ^ Данные о тиражах приведены только на основе сертификации. · Данные о продажах + прослушиваниях приведены только на основе сертификации. |               |           |